# Guennadi Kovaliov (boxeador)
Guennadi Guennádievich Kovaliov (en ruso: Геннадий Геннадиевич Ковалёв; Kropotkin, URSS, 17 de mayo de 1983) es un deportista ruso que compitió en boxeo.
Ganó dos medallas de plata en el Campeonato Mundial de Boxeo Aficionado, en los años 2003 y 2007, y dos medallas en el Campeonato Europeo de Boxeo Aficionado, en los años 2002 y 2004.
Participó en dos Juegos Olímpicos de Verano, ocupando el quinto lugar en Atenas 2004 (peso gallo) y el quinto en Pekín 2008 (peso wélter ligero).

## Palmarés internacional
| Campeonato Mundial | Campeonato Mundial       | Campeonato Mundial | Campeonato Mundial |
| Año                | Lugar                    | Medalla            | Categoría          |
| ------------------ | ------------------------ | ------------------ | ------------------ |
| 2003               | Bangkok (Tailandia)      | Medalla de plata   | 54 kg              |
| 2007               | Chicago (Estados Unidos) | Medalla de plata   | 64 kg              |
| Campeonato Europeo |                          |                    |                    |
| Año                | Lugar                    | Medalla            | Categoría          |
| 2002               | Perm (Rusia)             | Medalla de plata   | 54 kg              |
| 2004               | Pula (Croacia)           | Medalla de oro     | 54 kg              |